# Celso Gomes de Matos
Celso Gomes de Matos (Crato, 2 de outubro de 1890 — ?) foi um escritor brasileiro.

## Biografia
Era filho de Raimundo Gomes de Matos e Claudiana de Matos Leite e irmão do político Raimundo Gomes de Matos. Formou-se em Direito e atuou com destaque como jornalista.
Entre as obras, estão crônicas e colaborações a diversos periódicos e jornais.

## Obra
- Retalhos do passado,
- Padre Cícero, o incompreendido,
- Maxixes e malabares,
- O Padre Cícero e a guerra de 1914.

## Homenagens
- Uma rua em Crato-CE foi nomeada em homenagem ao escritor,[7][8]
- Uma escola em Crato-CE foi nomeada em homenagem ao escritor,[9][10]